# Aleksiej Dołguszew
Aleksiej Romanowicz Dołguszew (ros. Алексей Романович Долгушев, ur. 31 stycznia?/13 lutego 1902 w stanicy Paczełma, zm. ?) – funkcjonariusz radzieckich służb specjalnych, kapitan bezpieczeństwa państwowego.

## Życiorys
Od kwietnia 1924 do grudnia 1929 służył w Armii Czerwonej, od 1929 należał do WKP(b), od stycznia 1930 do kwietnia 1934 pracował w OGPU Ukraińskiego Okręgu Wojskowego kolejno jako pomocnik pełnomocnika Wydziału Informacyjnego, pełnomocnik Wydziału Specjalnego 14 Korpusu Piechoty, pełnomocnik i pełnomocnik operacyjny Wydziału Specjalnego Kijowskiego Sektora Operacyjnego/Obwodowego Oddziału GPU i pełnomocnik operacyjny Wydziału Specjalnego 45 Korpusu Zmechanizowanego. Następnie był pełnomocnikiem operacyjnym Wydziału Specjalnego OGPU/NKWD 18 Brygady Lotniczej, a od września 1934 do listopada 1936 p.o. szefa Wydziału Specjalnego NKWD 18 Brygady Lotniczej w Ukraińskim Okręgu Wojskowym, 23 marca 1936 otrzymał stopień młodszego porucznika bezpieczeństwa państwowego, od listopada 1936 do czerwca 1937 był pomocnikiem szefa Oddziału V Wydziału V/Wydziału Specjalnego Zarządu Bezpieczeństwa Państwowego (UGB) Zarządu NKWD obwodu dniepropetrowskiego. Od czerwca do października 1937 był pomocnikiem szefa, a od 23 października do grudnia 1937 p.o. szefa Oddziału VI Wydziału V UGB NKWD Ukraińskiej SRR, 17 listopada 1937 został awansowany na porucznika bezpieczeństwa państwowego, od grudnia 1937 do 24 lutego 1938 kierował Oddziałem VI Wydziału V UGB Ukraińskiej SRR. Od 24 lutego do 22 marca 1938 był p.o. szefa Wydziału I UGB NKWD Ukraińskiej SRR, od 22 marca do 28 maja 1938 szefem tego wydziału (od 14 kwietnia 1938 w stopniu starszego porucznika bezpieczeństwa państwowego), a od 28 maja 1938 do 15 stycznia 1939 szefem Zarządu NKWD obwodu kijowskiego, 13 czerwca 1938 otrzymał stopień kapitana bezpieczeństwa państwowego. 19 grudnia 1937 został odznaczony Orderem Czerwonej Gwiazdy, a 22 lutego 1938 Medalem 20-lecia Armii Czerwonej.
W 1939 został aresztowany, w 1942 skazany na 10 lat pozbawienia wolności.